# Guy de Lioncourt
Guy de Lioncourt (ur. 1 grudnia 1885 w Caen, zm. 24 grudnia 1961 w Paryżu) – francuski kompozytor i pedagog muzyczny.

## Życiorys
Studiował w Schola Cantorum w Paryżu, gdzie jego nauczycielami byli Amédée Gastoué (chorał gregoriański), Albert Roussel (kontrapunkt) i Vincent d’Indy (kompozycja). Od 1914 roku był wykładowcą kontrapunktu na tej uczelni, wydawał też szkolne czasopismo „Tablettes”. Od 1914 do 1931 roku był także sekretarzem generalnym szkoły. Po śmierci Vincenta d’Indy’ego w 1931 roku objął funkcję zastępcy dyrektora i profesora kompozycji. Był współzałożycielem École César Franck (1935) i od 1942 roku zastępcą jej dyrektora. Opublikował autobiograficzną pracę Un Témoignage sur la musique et sur la vie au XXe siècle (Paryż 1956).

## Wydania
(na podstawie materiałów źródłowych)

### Utwory orkiestrowe
- Sinfonia na flet i orkiestrę smyczkową (1955)

### Utwory kameralne
- Kwintet fortepianowy (1908)
- 3 mélodies grégoriennes na saksofon i organy (1923)
- Kwartet fortepianowy e-moll (1925)
- Kwartet smyczkowy a-moll (1933)

### Utwory chóralne
- Msza h-moll (1922)

### Utwory wokalno-instrumentalne
- Msza A-dur (1942)
- Msza d-moll (1948)

### Utwory na głosy solowe, chór i orkiestrę
- Hyalis, le petit faune aux yeux bleus (1909–1911)
- La Belle au bois dormant (1912–1915)
- Le Réniement de St.-Pierre (1928)
- Le Navrement de Notre Dame (1943)

### Dramat muzyczny
- Jan de la lune (1915–1921)

### Dramaty liturgiczne
- Le Mystère d’Emmanuel (1924)
- Le mystère de l’Alleluia (1926)
- Le mystère de l’Esprit (1940)